# Claes Henrik Nordenskiöld
Claes-Henrik Nordenskiöld (* 28. Juli 1917 in Stockholm; † 11. November 2003 in Guadalmina, Spanien) war ein schwedischer Generalmajor und Segler.

## Leben
Nordenskiöld wurde zum Militärpiloten ausgebildet und 1941 zum Fähnrich befördert. Er war als Assistent des Verteidigungsattachés in Washington von 1943 bis 1945 eingesetzt und danach Leiter der Bomben- und Schießschule der Luftstreitkräfte von 1954 bis 1956 sowie Kommandeur des Geschwaders F10 in Ängelholm (Schonen) von 1960 bis 1962. 
Von 1966 bis 1970 war er Stabschef der Luftstreitkräfte und 1968 stellvertretender Chef der Luftwaffe, als deren Befehlshaber er für drei Monate übergangsweise fungierte.
Sein Vater Bengt Nordenskiöld war von 1942 bis 1954 Chef der Luftwaffe.